# 舒长云
舒长云（1955年1月—），北京市人，中华人民共和国政治人物。
1983年9月，任天津市建委主任科员、副处长、处长、主任助理，兼市建设投资公司副总经理、总经理。1999年4月至2002年12月，任天津市建委副主任。2002年12月，天津市机械设备成套局局长、党组书记。2008年8月，任天津市建委常务副主任。2011年4月，任天津市人民政府副秘书长。2016年1月，任天津市政协常委。
2017年5月3日，中纪委监察部网站发布消息称，天津市纪委对舒长云严重违纪问题进行了立案审查，舒长云被开除党籍和公职。5月8日，据最高人民检察院官方网站消息，日前，天津市人民检察院决定，依法对中国人民政治协商会议天津市第十三届委员会原常委舒长云(正局级)以涉嫌受贿犯罪立案侦查。案件侦查工作正在进行中。